# Francis Ferrari
Francis Ferrari (nascido Francesco Ferrari, 17 de março de 1959 na Cidade de Luxemburgo, Luxemburgo) é um cirurgião oftalmologista francês. Tornou-se conhecido pela sua invenção da “ceratopigmentação cosmética em forma de anel” (em francês: kératopigmentation annulaire esthétique, em inglês: aesthetic annular keratopigmentation).

## Biografia
Francis Ferrari estudou na Faculdade de Medicina de Estrasburgo. Em 1984 ele recebeu seu doutorado em medicina. De 1986 a 1991, estudou oftalmologia na Faculdade de Medicina da Universidade Eberhard Karls de Tübingen.

## Patentes
Sistemas de ceratopigmentação anular e métodos de correção da visão de olhos presbitas . 17 de abril de 2014. EUA 2014/0107631.
Instrumento cirúrgico de mão . 5 de julho de 2018. WO 2018/122537.
Dispositivos e métodos para preparar e realizar tatuagens na córnea . 13 de dezembro de 2018. WO 2018/224791.

## Críticas
Mesmo que as cores sejam clinicamente aprovadas e nao exista risco imediato para a saúde, o procedimento é irreversível.
Na cirurgia ocular, como a catarata, os cirurgiões são dependentes da expansão da pupila o máximo possível. Só assim eles enfrentam uma boa visão. No entanto, ser tatuado pela córnea, essa visão do olho pode ser dificultada – porque a área colorida cobre parcialmente a abertura da pupila.
Faltam experiências de longo prazo em relação à tecnologia.
Há também uma falta de estudos de segurança especiais sobre o corante.
Primeiro, os cientistas devem avaliar a técnica cirúrgica no contexto de estudos independentes.

## Escritos
- Andreas U. Bayer, Carl Erb, Francis Ferrari, Marcus Knorr, Hans Jürgen Thiel. 4. [S.l.: s.n.] ISSN 0941-2921. PMID 7496340 https://www.mendeley.com/catalogue/t%C3%BCbingen-glaucoma-study-glaucoma-filtering-surgerya-retrospective-longterm-followup-254-eyes-glaucom/ Em falta ou vazio |título= (ajuda)
- Andreas U. Bayer, Francis Ferrari, Thomas H. Maren, Carl Erb. 19. [S.l.: s.n.] ISSN 0181-5512. PMID 8762903 https://www.mendeley.com/catalogue/inhibiteurs-locaux-lanhydrase-carbonique-dans-le-traitement-du-glaucome/ Em falta ou vazio |título= (ajuda)
- Andreas U. Bayer, Francis Ferrari. 16. [S.l.: s.n.] ISSN 0950-222X. doi:10.1038/sj/eye/6700034 http://www.nature.com/doifinder/10.1038/sj/eye/6700034 Em falta ou vazio |título= (ajuda)
- Andreas U. Bayer, Francis Ferrari, Carl Erb. 47. [S.l.: s.n.] ISSN 0014-3022. doi:10.1159/000047976 https://www.karger.com/Article/FullText/47976 Em falta ou vazio |título= (ajuda)
- Andreas U. Bayer, Othmar N. Keller, Francis Ferrari, Klaus-Peter Maag. 133. [S.l.: s.n.] doi:10.1016/S0002-9394(01)01196-5 https://linkinghub.elsevier.com/retrieve/pii/S0002939401011965 Em falta ou vazio |título= (ajuda)
- Francis Ferrari, Jonathan Letsch, Laurent Morin, Arnelle Guignier, Luc Marcellin. 36. [S.l.: s.n.] doi:10.1016/j.jfo.2013.01.004 https://linkinghub.elsevier.com/retrieve/pii/S018155121300034X Em falta ou vazio |título= (ajuda)
- Francis Ferrari, Laurent Morin. 38. [S.l.: s.n.] doi:10.1016/j.jfo.2014.04.022 https://linkinghub.elsevier.com/retrieve/pii/S0181551214003350 Em falta ou vazio |título= (ajuda)
- Francis Ferrari, Robbert van Haselen. 9. [S.l.: s.n.] ISSN 1663-2699. PMID 29643779. doi:10.1159/000485554 https://www.karger.com/Article/FullText/485554 Em falta ou vazio |título= (ajuda)

## Ver tambêm
Tatuagem corneana